# Station Warszawa Reduta Ordona
Station Warszawa Reduta Ordona is een spoorwegstation dat op de grens van de stadsdelen Wola en Ochota ligt, in de Poolse hoofdstad Warschau.